# Antocha decussata
Antocha decussata är en tvåvingeart som beskrevs av Alexander 1973. Antocha decussata ingår i släktet Antocha och familjen småharkrankar. Inga underarter finns listade i Catalogue of Life.